# Pierre Joseph Légier
Pour les articles homonymes, voir Légier.
Pierre Joseph Légier, né le 6 avril 1730 à Poitiers (Vienne), mort en 1796, est un général de brigade de la Révolution française.

## États de service
Il entre en service comme ingénieur volontaire en 1746, puis il devient ingénieur ordinaire en 1750, et il est affecté à Grenoble.
En 1767, il est ingénieur en chef à Maubeuge, et le 31 janvier 1782, il est responsable des travaux d’agrandissement de la ville et du port du Havre, mais, des difficultés s'amoncellent avec les bouleversements révolutionnaires.
Il est promu maréchal de camp le 9 mars 1788, et en 1791, il occupe les fonctions d’inspecteur général des fortifications en Normandie. Ce poste constitue à l'époque le sommet de la hiérarchie de l'arme du génie, car il n'existe que quatre inspecteurs généraux. Il démissionne le 18 août 1792 et est remplacé le jour-même par Claude de Beylié.

## Sources
- (en) « Generals Who Served in the French Army during the Period 1789 - 1814: Eberle to Exelmans »
- Côte S.H.A.T.: 4YD 3245